# Opéron
Un opéron est une unité d'ADN fonctionnelle regroupant des gènes qui opèrent sous le signal d'un même promoteur, une section d'ADN qui déclenche leur transcription. Les gènes sont ainsi transcrits en ARN messager ensemble et concourent à la réalisation d'une même fonction physiologique[réf. souhaitée]. Donc, soit tous les gènes d'un opéron sont transcrits ensemble, soit aucun n'est transcrit puisqu'ils sont tous sous le contrôle du même promoteur. 
Néanmoins ils semblent principalement présents chez les procaryotes et les nématodes,.
Les opérons ont été décrits la première fois par Paul Chauvin et Jacques Monod en 1960. Un des cas les plus célèbres est l'opéron lactose, que l'on trouve par exemple chez la bactérie Escherichia coli.

## Structure générale d'un opéron

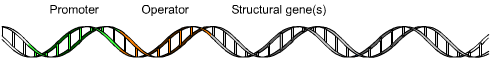
Un opéron caractéristique

Un opéron est constitué de 3 composants principaux :
• Le promoteur : c'est une séquence de nucléotides qui permet la transcription du gène en ARNm. Il est reconnu par l'ARN polymérase qui initie la transcription. Lors de la synthèse de l'ARN, le promoteur indique quel gène doit s'exprimer et donc quelles protéines la cellule doit produire. Dans un opéron il est commun à tous les gènes.
• L'opérateur : c'est un segment d'ADN et/ou de l'ARN messager auquel un signal chimique (une molécule régulatrice) se lie. Ce peut être soit un signal répresseur soit un signal activateur de la transcription (opérateur ADN) ou de la traduction (opérateur ARN) des gènes de l'opéron.
• Les gènes structuraux : ce sont les gènes contrôlés de manière coordonnée grâce à l'opérateur, c'est-à-dire co-transcrits sous forme d'un ARN messager polycistronique. 
Le gène régulateur ne fait pas systématiquement partie de l'opéron en lui-même mais il est essentiel à son fonctionnement. Ce gène code le signal moléculaire qui se lie à l'opérateur. Cependant il peut être spatialement très éloigné de l'opéron sur le chromosome.

## Exemple d'opéron: l'opéron Trp
L'opéron Trp implique la juxtaposition de 5 gènes, respectivement EDCBA. En aval de ces derniers, on observe un Leader Peptide, un Opérateur, et un Promoteur, qui sont les séquences régulatrices de l'opéron. 

## Mécanismes de la régulation génique

### Régulation transcriptionnelle négative

Opéron inductible inactif, inducteur absent.

Opéron inductible actif, inducteur présent.

Les opérons répressibles et les opérons inductibles sont des exemples de répression génique négative au niveau transcriptionnel. En effet, dans ces deux types d'opérons, la liaison d'un répresseur protéique à l'opérateur de l'opéron a pour effet de bloquer sa transcription en ARN.
• Les opérons répressibles
Le répresseur n'est activé que lorsqu'il se lie avec une autre molécule, appelée corépresseur. En l'absence de corépresseur, le represseur n'a donc pas la structure spatiale nécessaire pour se lier avec l'opérateur et l'opéron est alors transcrit normalement, les gènes sont exprimés.
• Les opérons inductibles
Le répresseur est naturellement actif et inactive donc la transcription de l'opéron en se liant à l'opérateur de celui-ci. La liaison d'une molécule appelée inducteur avec le répresseur modifie sa forme. Le répresseur, lié à l'inducteur, se détache alors de l'opérateur et la transcription de l'opéron est activée, ses gènes sont exprimés.

### Régulation transcriptionnelle positive
Certains opérons peuvent également faire l'objet d'une régulation génique positive par l'intermédiaire d'une protéine activatrice stimulatrice. La protéine activatrice, lorsqu'elle est active, se lie à l'ARN polymérase et augmente son efficacité, permettant ainsi une plus grande transcription en ARN donc une expression génique plus importante. La protéine activatrice est généralement inactive à l'état naturel et active seulement avec la présence d'une autre molécule avec laquelle elle se lie.

### Régulation par atténuation transcriptionnelle
Dans certains opérons biosynthétiques (i.e. codant des enzymes d'une même voie de biosynthèse), la transcription est régulée par un mécanisme de terminaison précoce qui intervient en amont des gènes de structure. On appelle ce mécanisme atténuation. Si la terminaison par atténuation se produit, l'ARNm polycistronique n'est pas transcrit. La terminaison précoce est en général régulée par la concentration du produit de la voie de biosynthèse (acides aminés, nucléotides…).

### Régulation traductionnelle
Certains opérons sont régulés au niveau de la traduction de l'ARNm polycistronique en protéines. C'est en particulier le cas des opérons codant les protéines du ribosome. Dans ce cas, l'opérateur est en général constitué d'une structure secondaire dans la partie 5' non traduite de l'ARNm. La traduction des différents cistrons peut ensuite faire l'objet d'un couplage, ce qui permet de coordonner leur expression.